# Coco Jones
Courtney Michaela Ann "Coco" Jones (nascida em 4 de janeiro de 1998) é uma atriz, cantora e compositora americana. Ela ganhou reconhecimento como uma das estrelas do filme musical Let It Shine do Disney Channel e, desde então, tem consolidado sua carreira tanto na música quanto na atuação. Seu talento vocal e carisma a tornaram uma figura emergente no cenário de R&B, além de sua participação em séries e filmes recentes que ampliaram sua popularidade. É filha de Mike Jones, um ex-jogador da NFL, e Javonda Jones, uma vocal coach.

## Biografia

#### Infância e Formação
Coco Jones nasceu em Columbia, Carolina do Sul, e foi criada em uma família atlética e musical. Seu pai, Mike Jones, é ex-jogador da NFL, e sua mãe, Javonda Jones, é uma treinadora vocal. Desde muito jovem, Coco mostrou interesse pela música, começando a cantar com apenas seis anos de idade. Ela impressionou o público pela primeira vez ao cantar o hino nacional para uma grande multidão em um evento de esportes locais, o que abriu caminho para apresentações maiores.
Criada em uma família que apoiava seus sonhos artísticos, Coco participou de competições de canto e atuou em produções escolares. Aos nove anos, participou da Radio Disney's The Next Big Thing, uma competição musical para jovens talentos, onde começou a chamar a atenção da Disney.

#### Início de Carreira
O primeiro grande papel de Coco Jones veio em 2012, quando ela foi escalada como Roxie Andrews no filme original do Disney Channel, Let It Shine. O filme, que combina elementos de comédia e música, rapidamente se tornou um sucesso, tornando Coco uma das jovens estrelas da Disney. A trilha sonora do filme, que incluía canções cantadas por ela, também foi bem recebida e marcou o início de sua carreira musical.
Durante esse período, Coco também fez aparições em séries populares do Disney Channel, como Good Luck Charlie, e continuou a expandir seu portfólio como atriz.

## Carreira Musical

#### Álbuns e EPs
Coco Jones lançou seu primeiro EP, Made Of, em 2013, mas foi com o lançamento de What I Didn't Tell You em 2022 que ela alcançou grande reconhecimento. O EP, que explora temas profundos como amor, autoconfiança e crescimento pessoal, foi elogiado pela crítica, consolidando Coco como uma das artistas emergentes mais promissoras do R&B. O single ICU, uma das faixas mais populares do EP, obteve sucesso nas paradas e destacou sua versatilidade vocal e maturidade musical.

#### Grammy Awards
Em 2023, Coco Jones conquistou seu primeiro Grammy na categoria Melhor Performance de R&B, com a música ICU. O prêmio foi um marco significativo em sua carreira, consolidando sua posição na indústria musical e celebrando seu talento como uma das principais vozes do R&B contemporâneo.

#### BET
Coco Jones também ganhou destaque ao longo dos anos no BET Awards, um evento que celebra a cultura afro-americana e realizações na música, atuação e esportes. Em 2023, ela teve uma performance memorável no BET Awards, onde cantou ICU em uma apresentação emocionante que foi amplamente elogiada pela crítica e pelo público. Durante o mesmo evento, Coco venceu o prêmio de Melhor Artista Revelação, um reconhecimento que solidificou sua presença no cenário musical. Sua vitória no BET e sua performance fortaleceram sua imagem como uma das grandes promessas do R&B.

#### Estilo Musical e Influências
Coco Jones é fortemente influenciada pelo R&B clássico e contemporâneo, com inspirações de grandes artistas como Whitney Houston, Brandy e Beyoncé. Sua música combina elementos de soul e pop, e suas letras abordam experiências pessoais e questões sociais, criando uma conexão profunda com seu público.

## Carreira de Atuação

#### Projetos no Disney Channel
Além de Let It Shine, Coco apareceu em vários outros programas do Disney Channel, incluindo So Random! e Good Luck Charlie. Esses papéis ajudaram a construir sua base de fãs entre o público jovem.

#### Papéis Recentes
Nos últimos anos, Coco Jones tem expandido sua carreira de atuação fora da Disney. Ela estrelou no filme Flock of Four (2017) e fez aparições em séries de TV, como Five Points. Em 2022, foi escalada para o reboot de The Fresh Prince of Bel-Air, intitulado Bel-Air, no papel de Hilary Banks, o que marcou um ponto de virada em sua carreira como atriz e introduziu sua atuação para um público mais amplo e adulto.

## Discografia
Álbuns e EPs
- Coco Jones (2010)
- Made Of (2013)
- Let Me Check It (2017)
- H.D.W.Y. (2019)
- What I Didn't Tell You (2022)
- Why Not More? (2025)

## Filmografia
Televisão
- 2011–2012: So Random! como Coco Blue (papel recorrente, 5 episódios)
- 2012: Let It Shine como Roxanne "Roxie" Andrews (filme de televisão)
- 2012–2013: Good Luck Charlie como Kelsey (papel recorrente, temporadas 3–4, 5 episódios)
- 2014: The Exes como Vanessa (episódio: "Oh Brother Here Art Thou")
- 2018: Five Points como Jayla (papel recorrente)
- 2021–presente: T and Coco como ela mesma/apresentadora (série no YouTube)
- 2022–presente: Bel-Air como Hillary Banks (papel principal)

Filmes
- 2016: Grandma's House como Kimberley
- 2017: Flock of Four como Ava Moore
- 2020: Vampires vs. the Bronx como Rita

## Prêmios e Indicações
Coco Jones recebeu diversas indicações e prêmios notáveis, incluindo uma vitória no Grammy 2024 por "Melhor Performance de R&B" com a música ICU. Ela também foi indicada para "Melhor Artista Revelação" no Grammy e ganhou o prêmio de "Melhor Artista Revelação" no BET Awards 2023. Além disso, Coco foi indicada e premiada no Soul Train Music Awards e no NAACP Image Awards.